# At-Bachy
La ville d'At-Bachy (en kirghize et en russe : Ат-башы) est le chef-lieu administratif du district d'At-Bachy. Elle se situe sur la rivière du même nom. Elle se trouve sur la route construite par les Russes en 1906 et menant au col de Torougart et constitue la dernière localité d'importance avant d'entrer dans les confins chinois.

## Nom
La nom signifie en kirghiz « la tête de cheval », de at « cheval » et bash « tête ».

## Population
D'après le recensement de 2009, la population d'At-Bachy se monte à 10 764 personnes, en baisse par rapport à 1999 (12 344 habitants).

## Équipements
La ville comprend quatre écoles secondaires (trois de langue kirghize et une de langue russe), un hôpital, un commissariat. On compte en outre plusieurs mosquées. Un marché s'y tient le dimanche.
La ville compte un grand nombre de petits commerces.

## Monuments
La ville comporte quelques statues dont celle du héros local Adjybeq batyr, de la tribu Tcheriq.

## Personnalités liées
La famille Dordoï, fondatrice du marché Dordoï au nord de Bichkek est originaire de la ville. La ministre Taalaykul Isakunova, les députés Almazbek Baatyrbekov, Sharipa Sadybakasova et Sharshenbek Abdykerimov, l'ancien secrétaire à la défense Beishenbai Junusov et les anciens gouverneurs de la province de Naryn Turdubek Mambetov, Askar Salymbekov et Almazbek Akmataliev sont également nés à At-Bachy.